# Roman Reiner
Roman Reiner (ur. 1956 w Krakowie) – polski skrzypek-wirtuoz, założyciel Reiner Trio, pedagog Akademii Muzycznej w Krakowie, profesor sztuk muzycznych.

## Życiorys
W 1979 ukończył Akademię Muzyczną w Krakowie w klasie profesor Eugenii Umińskiej, otrzymując dyplom tej uczelni z wyróżnieniem. Uczestniczył wielokrotnie w Ogólnopolskich Przesłuchaniach Młodych Skrzypków zajmując wysokie lokaty.
W 1974 został współlaureatem I nagrody i złotego medalu na Międzynarodowym Konkursie Orkiestr Młodzieżowych pod patronatem Herberta von Karajana w Berlinie Zachodnim.
Jest laureatem I Ogólnopolskiego Konkursu Skrzypcowego im. Zdzisława Jahnkego (Poznań 1976), VI Międzyuczelnianego Konkursu Muzyki Kameralnej (III nagroda) w Łodzi (1977), Włocławskiego Kwietnia Muzycznego (1978). Jest też dwukrotnym półfinalistą Międzynarodowego Konkursu Skrzypcowego im. Alberto Curci w Neapolu (1979, 1981).
W 1979 otrzymał specjalną nagrodę Ministerstwa Kultury i Sztuki. Uczestniczył wielokrotnie w krajowych i zagranicznych festiwalach muzycznych (Czechy, Niemcy, Dania, Belgia). Dokonał nagrań dla TVP (m.in. jako solista zespołu Capella Cracoviensis), Polskiego Radia, Niemieckiego Radia, telewizji ZDF. W 1991 został zaproszony do udziału w Krakowskim Sympozjum KBWE nt. dziedzictwa kultury.
W 1995 firma nagraniowa STEBO wydała 2 kasety z jego nagraniami, zaś w 1996 Fundacja Judaica w Krakowie wydała płytę CD, która została wznowiona w 2004 przez wydawnictwo Austeria. Na płycie tej znajduje się m.in. nagranie Suity Johna Williamsa na skrzypce i fortepian. Kompozycja ta powstała na bazie muzyki do filmu Stevena Spielberga Lista Schindlera (polskie prawykonanie tego utworu). W grudniu 2014 roku firma „Ars Sonora” wydała CD „Live! Recital”. Płyta zawiera Sonaty W.A. Mozarta, C. Francka i J. Brahmsa oraz „Nigun” E. Blocha. CD składa się z nagrań „na żywo” dokonanych przez Reinera wraz z pianistą Sławomirem Cierpikiem. W sierpniu 2017 „Ars Sonora” wydała kolejną płytę Reinera i Cierpika z sonatami Mozarta, Schumanna i Prokofiewa zatytułowany „Live! Recital vol.2”.
W 1995 założył trio wraz z pianistą Sławomirem Cierpikiem i wiolonczelistką Barbarą Łypik-Sobaniec. Z zespołem tym brał udział w wielu festiwalach krajowych i zagranicznych (m.in. Festiwal Flandryjski w Belgii czy Muzyka w Starym Krakowie). Podczas festiwalu Schalom w Lipsku w 1999 trio wystąpiło z koncertem w Domu Feliksa Mendelssohna, wykonując m.in. Trio Fortepianowe d-moll tego kompozytora. Ponownie zespół uczestniczył w tym samym festiwalu w 2001 oraz w 2003. W listopadzie 2000 Reiner Trio koncertowało w Brukseli na zaproszenie tamtejszego Instytutu Goethego w specjalnym koncercie dla urzędników UE. W 2005 założył wraz ze swoją córką Agnieszką duet Reiner Duo.
Jako pedagog krakowskiej Akademii Muzycznej od 1979 Roman Reiner wychował w swojej klasie skrzypiec wielu dyplomantów, w tym koncertmistrzów krakowskich orkiestr (Filharmonia oraz Opera) i pedagogów szkół muzycznych wszystkich stopni. Jest wykładowcą w tej uczelni jako tytularny profesor sztuk muzycznych (2000) na stanowisku profesora zwyczajnego.
W 2019 roku został odznaczony przez Prezydenta RP Srebrnym Krzyżem Zasługi za wybitny wkład w rozwój polskiej kultury muzycznej. W 2022 roku otrzymał od Prezydenta RP Złoty Medal za Długoletnią Służbę.                                                                                                                                                            W 2024 został odznaczony Brązowym Medalem „Zasłużony Kulturze Gloria Artis” w dziedzinie szkolnictwa artystycznego.